# ليو يوي (لاعب كرة قدم)
ليو يوي (بالصينية: 刘越) (14 سبتمبر 1997 بووهان في الصين - ) هو لاعب كرة قدم صيني في مركز الوسط.

## وصلات خارجية
- ليو يوي (لاعب كرة قدم) على موقع قاعدة بيانات كرة القدم.إي يو (الإنجليزية)
- ليو يوي (لاعب كرة قدم) على موقع Soccerway.com (الإنجليزية)